# Villa Puschkinallee 7 (Potsdam)

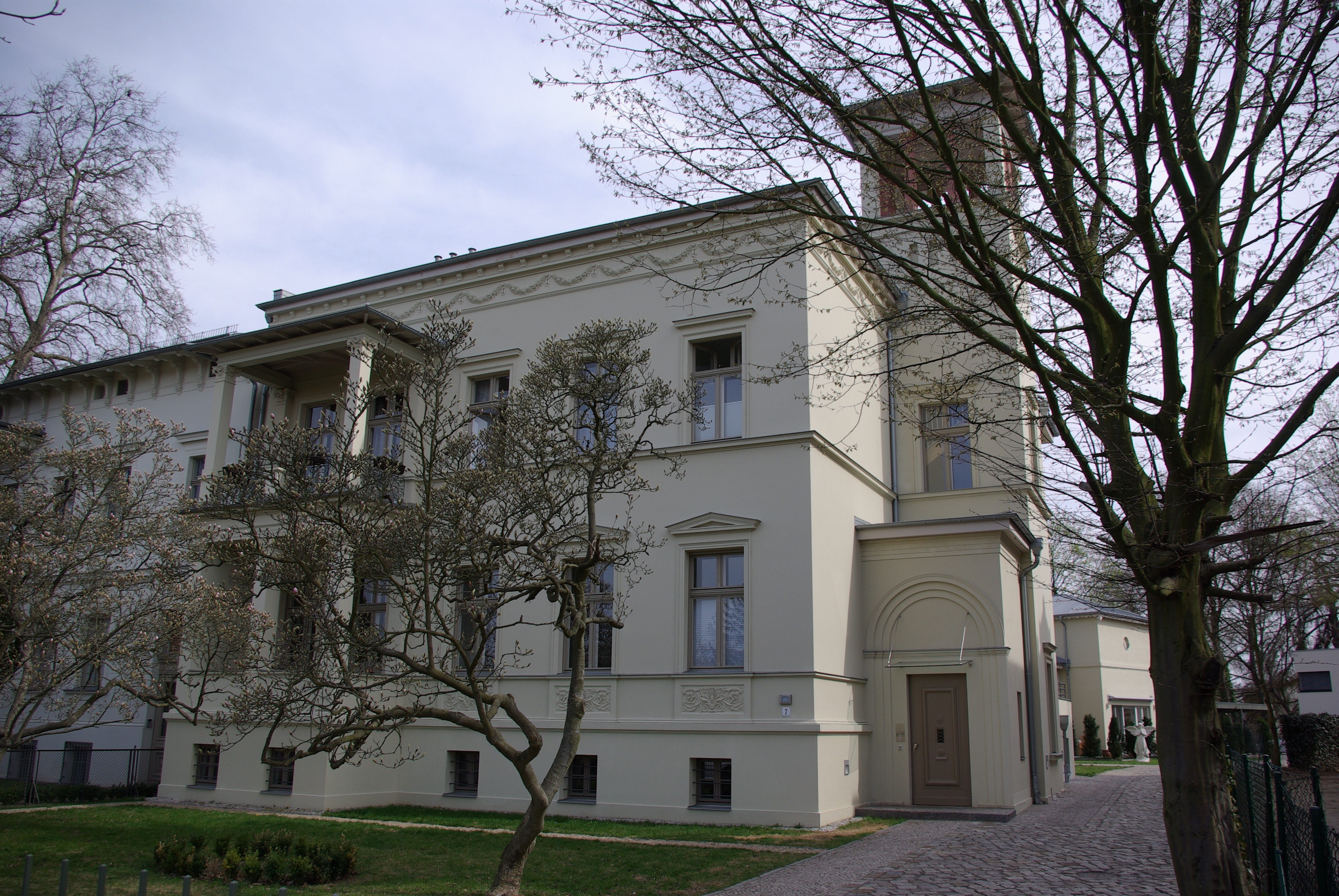
Villa, Puschkinallee 7

Die Villa Puschkinallee 7 ist ein denkmalgeschütztes Gebäude im Potsdamer Stadtteil Nauener Vorstadt.

## Geschichte
Die Turmvilla in der damaligen Capellenbergstraße 5 (später 7) errichtete 1873/74 Hofmaurermeister Heinrich Zech (1826–1897). Das als Kleinmiethaus konzipierte Gebäude entwarf er vermutlich selbst. Zech hatte seinen Wohnsitz „Am Canal 21“, in den Sommermonaten lebte er aber spätestens ab 1891 auch selbst mit im Haus. Von 1897 bis 1910 gehörte das Anwesen dessen Witwe Sophie Zech, geborene Voigt.
Für den neuen Eigentümer, den Geheimen Oberregierungsrat und Direktor der Preußischen Oberrechnungskammer Johann Karl Hommelsheim (1850–1923), wurde 1910 umgebaut. Der Architekt Rudolf Zahn verlegte unter anderem die ursprünglich auf der Südseite des Treppenturms liegende Eingangstür auf die Westseite.
In den Potsdamer Adressbüchern für 1919 bis 1938/39 ist Fritz Rosenbach (1878–1943), dirigierender Arzt der chirurgischen Abteilung der städtischen Krankenhäuser, als Eigentümer vermerkt. Er ließ um 1933 kleinere Umbauten vornehmen und vermietete drei Wohnungen. Rosenbach wohnte nun in der Seestraße 39.
Zu DDR-Zeiten war die Villa Eigentum der Stadt Potsdam, wurde bis 2005 vom städtischen Museum als Depot genutzt und Ende 2005 zum Verkauf angeboten.

## Architektur
Der fünfachsige Bau ist zweigeschossig mit flachem Walmdach. Der Schauseite ist eine zweigeschossige Loggia vorgelagert. Die Fassade gliedern und schmücken horizontale Gesimse, Giebel- und Gesimsverdachungen über den hochrechteckigen Fenstern, Stuckreliefs an den Fensterbrüstungen und ein Girlandenfries sowie ein Konsolenfries unterhalb der Dachtraufe. Der Treppenturm mit offenem Belvedere an der Südfassade dient der Erschließung des Hauses. Ein ehemaliger Wirtschaftstrakt auf der Ostseite steht – der Grundstücksgrenze folgend – um 25 Grad abgewinkelt zur Villa. Beide Bauten werden durch ein Gebäudeteil mit vorgelagertem Balkon verbunden, das eine Art „Gelenkfunktion“ einnimmt.